# Eierbecher

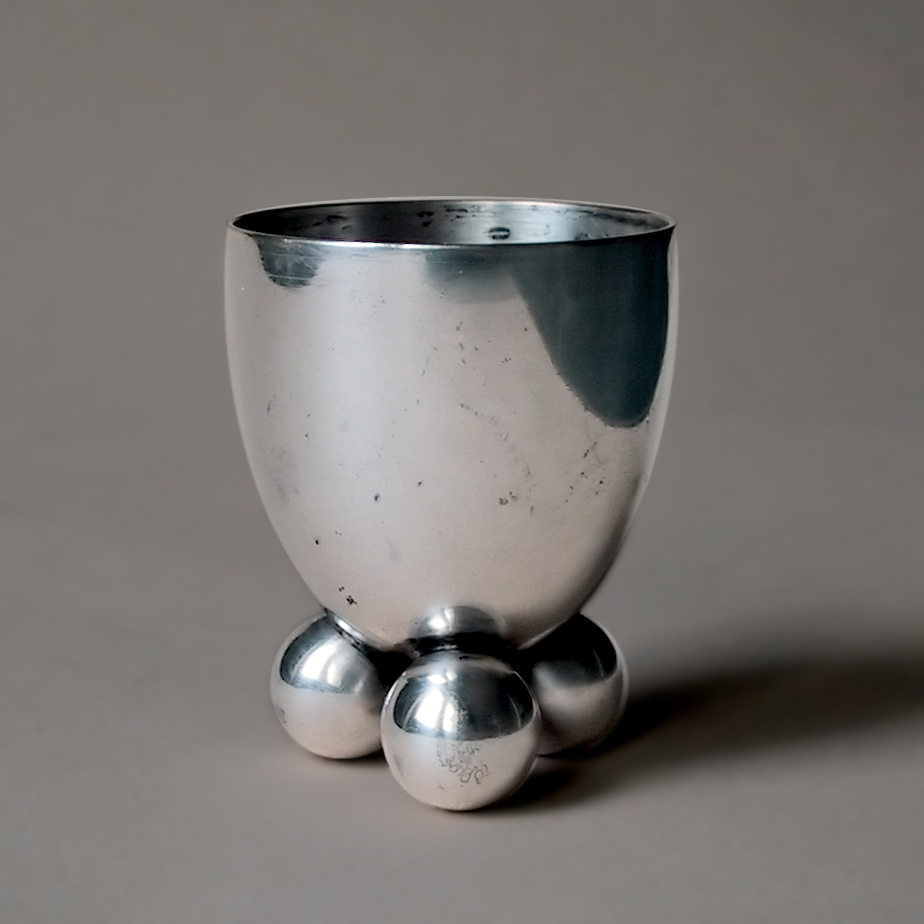
Versilberter Eierbecher aus den 1920er oder -30er Jahren.

Eierbecher dienen dazu, gekochte Eier am Davonrollen zu hindern, wenn sie direkt aus der Schale gegessen werden. Dieser heute alltägliche Bestandteil des Frühstücksgeschirrs war lange Zeit ein Luxusgegenstand und Ausdruck gehobener Tischsitten.

## Geschichte

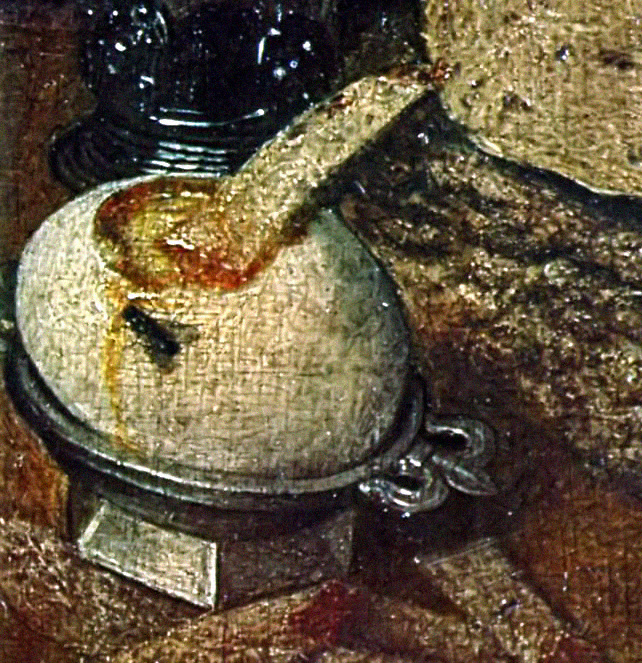
Georg Flegel: Stillleben mit Nelken, Ausschnitt, um 1630

Belegt ist die Existenz von Eierbechern seit dem Römischen Reich. Ein Mosaik aus Antiochia von 40 v. Chr. zeigt eine Mahlzeit mit in Eierbechern stehenden Eiern und Eierlöffeln. In Pompeji wurde ein silberner Eierbecher mit dazugehörigem Löffel gefunden.

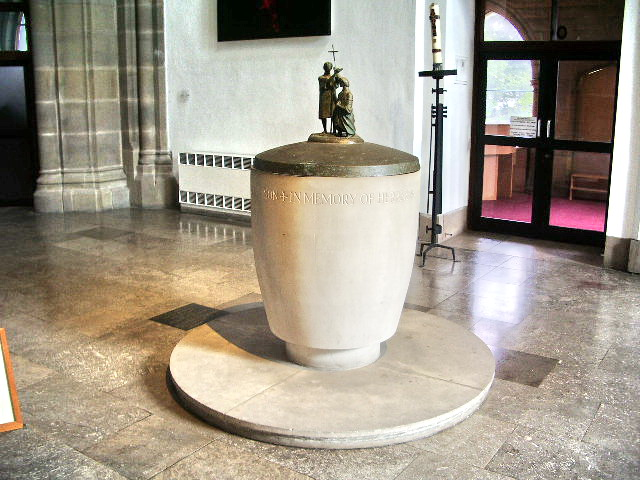
Das Taufbecken in Form eines mächtig dimensionierten Eierbechers in der Kathedrale von Blackburn soll die Macht des aufbrechenden Lebens über den Tod symbolisieren.

Zwischenzeitlich offenbar in Vergessenheit geraten, kamen Eierbecher im 16. Jahrhundert in Adelskreisen wieder in Mode. Auf einer Zeichnung aus dieser Zeit wird ein italienischer Eierbecher mit der Beschriftung „per ova“ (für Ei) erläutert. Eine vergleichbare Abbildung gibt es auch aus Deutschland. Bald waren sie an europäischen Höfen als aufwendige Gefäße aus Silber, Gold und Halbedelsteinen verbreitet. In diesen Eierbechern wurde das Ei senkrecht, mit der Spitze nach oben, aufbewahrt. Das war jedoch nicht überall so. Auf einem Bild von Georg Flegel aus dem 17. Jahrhundert ist ein Zinnschälchen mit Füßen zu sehen, in dem ein Ei quer liegt, darauf ein Streifen Brot, der offenbar an Stelle eines Löffels zum Austunken des Eis diente, das daher nur sehr weich gekocht sein durfte.
1727 ließ Ludwig XV. sein Goldservice um aufwendig gefertigte Eierbecher ergänzen. Solche wertvollen, von Goldschmieden gefertigten Eierbecher waren auch als Geschenke zum Jahreswechsel, bei Patenschaft und bei Taufen üblich, ähnlich wie Löffel. Seinerzeit waren Reisemundzeuge beliebt, Essbestecke aus hochwertigem Material, die sich in einem ledernen Futteral befanden. Dazu gehörten oft Doppeleierbecher, die ein Ei den Landessitten entsprechend stehend oder auf der Seite liegend halten konnten.
Seit Porzellan in Europa hergestellt wurde – das hier anfangs sehr teuer war und entsprechendes Prestige besaß –, wurden Eierbecher auch aus diesem Material hergestellt. Die Manufakturen Meißen, Frankenthal und Höchst versahen ihre Services seit Mitte des 18. Jahrhunderts mit Eierbechern, Villeroy & Boch folgte gegen Ende des Jahrhunderts, die Königliche Porzellan-Manufaktur erst hundert Jahre später.
Seitdem Porzellan industriell hergestellt wird, sind Eierbecher selbstverständlicher Bestandteil solcher Services und werden in Form und Dekor an die entsprechenden Reihen angepasst. Manche Exemplare sind so gearbeitet, dass sie alternativ auch als Teelichthalter verwendet werden können.

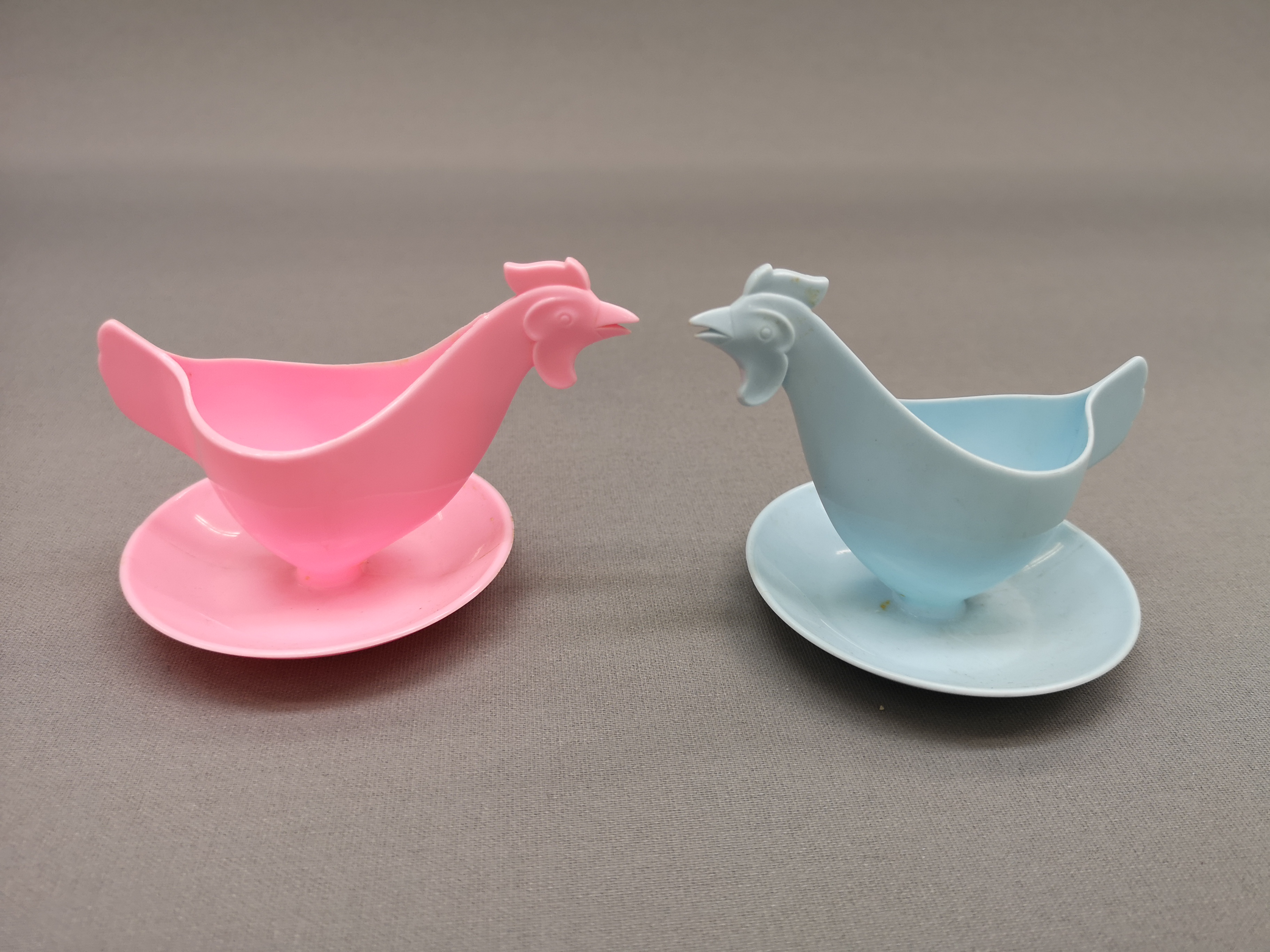
Eierbecher der DDR

In der DDR gab es bunte Plastikeierbecher. Sie eignen sich insbesondere für Kinder, da sie in Hühnchenform auf die Herkunft der Eier aufmerksam machen.
Daneben hat sich aber auch ein Nachhall des Eierbechers als aufwendiger Tafelschmuck in Form von individuellen, oft fantasievoll verzierten Modellen aus allen nur denkbaren Materialien erhalten, was sie zu beliebten Sammlerobjekten macht.

## Varia
Ein im Mannschaftssport getragenes Suspensorium wird umgangssprachlich auch Eierbecher genannt.